# L'infallibile pistolero strabico
L'infallibile pistolero strabico (Support Your Local Gunfighter) è un film statunitense del 1971 diretto da Burt Kennedy.
È una commedia western con protagonisti James Garner, Suzanne Pleshette e Jack Elam.

## Produzione
Il film, diretto da Burt Kennedy su una sceneggiatura di James Edward Grant, fu prodotto da Bill Finnegan per la Cherokee-Brigade Productions. Il titolo di lavorazione fu Latigo (dal nome del personaggio interpretato da James Garner).

## Distribuzione
Il film fu distribuito negli Stati Uniti dal 26 maggio 1971 al cinema dalla United Artists e in televisione nel 1974 sulla CBS. È stato poi pubblicato in DVD negli Stati Uniti dalla 20th Century Fox Home Entertainment nel 2008.
Alcune delle uscite internazionali sono state:
- in Germania Ovest il 3 giugno 1971 (Latigo)
- in Francia l'8 settembre 1971 (Tueur malgré lui)
- in Italia il 7 ottobre 1971 (L'infallibile pistolero strabico)
- in Giappone il 30 ottobre 1971
- ad Hong Kong il 17 febbraio 1972
- in Svezia il 28 aprile 1972
- in Finlandia il 5 maggio 1972 (Varokaa revolverisankaria)
- in Danimarca il 29 maggio 1972 (Vestens hurtigste finger)
- in Grecia (Latigo)
- in Ungheria (Hurrá, van bérgyilkosunk!)
- in Spagna (Látigo)
- in Brasile (Latigo, o Pistoleiro)
- in Portogallo (Pistoleiro Precisa-se)

## Promozione
La tagline è: "The story of a man who took the law into his own finger!".

## Critica
Secondo il Morandini il film è una "divertente commedia western in cui tutti i caratteristi sono bravi, Elam bravissimo".

## Prequel
Il film rappresenta il seguito de Il dito più veloce del West (Support Your Local Sheriff!) del 1969. Anche se il cast è quasi identico, i personaggi sono diversi e la storia de L'infallibile pistolero strabico è una sorta di parodia di Per un pugno di dollari.